# Налєскіно (Нижньогородська область)
Налєскіно (рос. Налескино) — присілок в Городецькому районі Нижньогородської області Російської Федерації.
Населення становить 52 особи. Входить до складу муніципального утворення Кумохинська сільрада.

## Історія
Від 2009 року входить до складу муніципального утворення Кумохинська сільрада.

## Населення
| 2002 | 2010 |
| ---- | ---- |
| 48   | ↗52  |